# Sinopoda ogatai
Sinopoda ogatai är en spindelart som beskrevs av Jäger och Ono 2002. Sinopoda ogatai ingår i släktet Sinopoda och familjen jättekrabbspindlar. Inga underarter finns listade i Catalogue of Life.